# Liste der Biografien/Hn
Liste der Biografien |
Portal Biografien |
Personensuche
# |
A |
B |
C |
D |
E |
F |
G |
H |
I |
J |
K |
L |
M |
N |
O |
P |
Q |
R |
S |
T |
U |
V |
W |
X |
Y |
Z |
?
 
Ha |
Hd |
He |
Hi |
Hj |
Hk |
Hl |
Hm |
Hn |
Ho |
Hr |
Hs |
Ht |
Hu |
Hv |
Hw |
Hy
Die Liste der Biografien führt alle Personen auf, die in der deutschsprachigen Wikipedia einen Artikel haben. Dieses ist eine Teilliste mit 24 Einträgen von Personen, deren Namen mit den Buchstaben „Hn“ beginnt.

## Hn

### Hna
- Hnabi, alamannischer Graf bzw. Herzog
- Hnat, Felix (* 1982), österreichischer Tierrechtsaktivist
- Hnatek, Adolf (1876–1960), österreichischer Astronom
- Hnatek, Arthur (* 1990), Schweizer Jazzmusiker (Schlagzeug, Komposition)
- Hnatek, Josef Wenzel (1944–2012), österreichischer Journalist
- Hnatiuk, Ola (* 1961), ukrainische Literaturwissenschaftlerin, Ukrainistin und Übersetzerin
- Hnatjuk, Dmytro (1925–2016), sowjetisch-ukrainischer Opernsänger (Bariton)
- Hnatjuk, Wolodymyr (1871–1926), ukrainischer Folklorist, Ethnologe, Literaturwissenschaftler, Übersetzer und Journalist
- Hnatow, Kazimir (1929–2010), französischer Fußballspieler
- Hnatowskyj, Mykola (* 1977), ukrainischer Jurist
- Hnatyshyn, Ray (1934–2002), kanadischer Generalgouverneur
- Hnaudifridus, germanischer Hilfstruppenanführer

### Hne
- Hnedkowa, Hanna (* 1992), ukrainische Übersetzerin, Schriftstellerin, Literaturkritikerin und Journalistin
- Hněvkovský, Šebestián (1770–1847), tschechischer Dichter

### Hni
- Hnidenko, Artem (* 1980), ukrainischer Eishockeyspieler
- Hnidy, Shane (* 1975), kanadischer Eishockeyspieler
- Hniedziewicz, Stanisław (1943–2017), polnischer Politiker, Sejm-Abgeordneter
- Hnilica, Paul (1921–2006), slowakischer römisch-katholischer Untergrundbischof
- Hnilička, Milan (* 1973), tschechischer Eishockeytorwart
- Hnizdo, Kim (* 1996), deutsches ModelKim Hnizdo (* 1996)

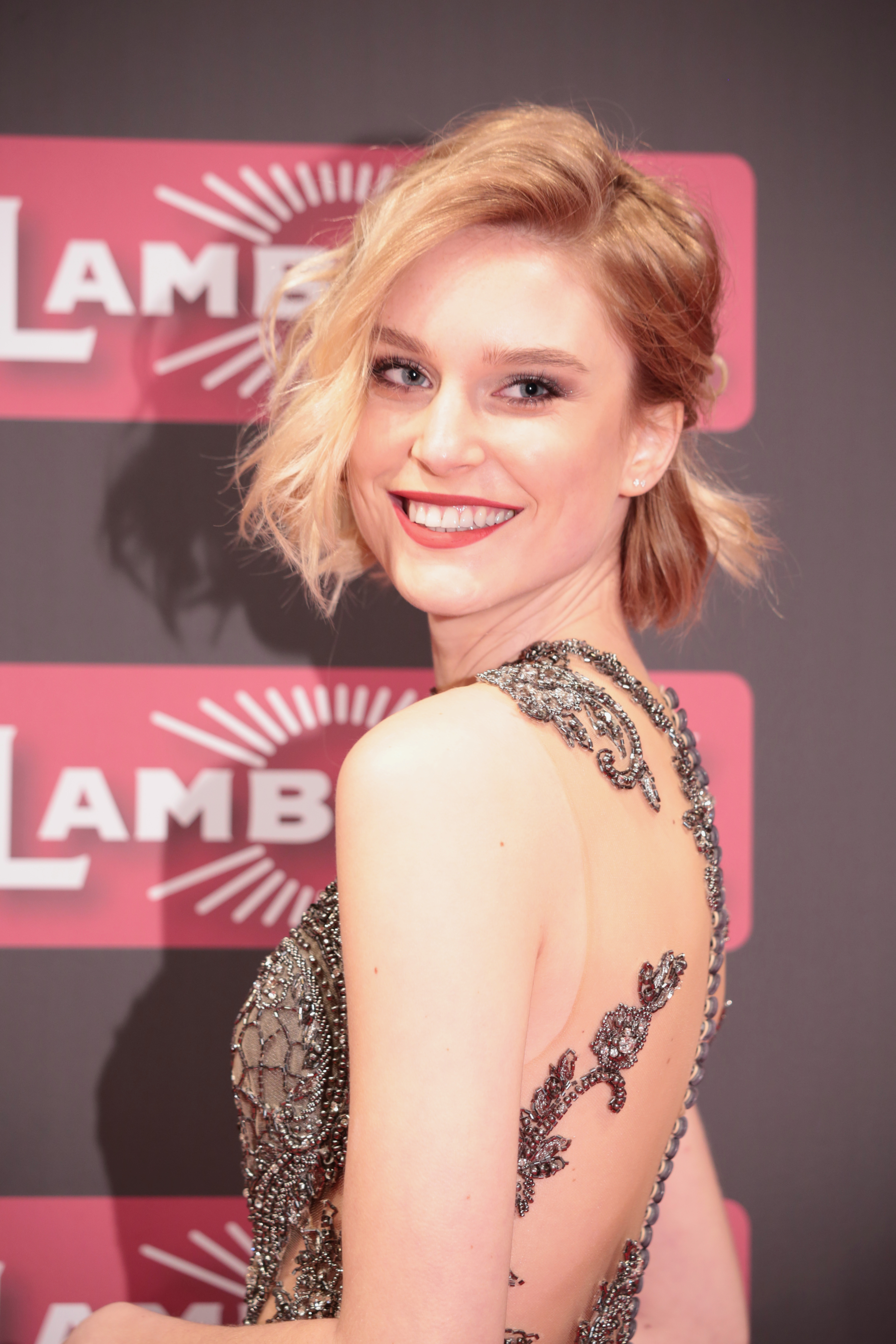
Kim Hnizdo (* 1996)

- Hnizdovsky, Jacques (1915–1985), US-amerikanischer Grafiker und Designer polnisch-ukrainischer Abstammung

### Hno
- Hnogek, Anton Adalbert (1799–1866), böhmischer Theologe, Geistlicher und Schriftsteller

### Hnr
- HNRX (* 1993), österreichischer Urban-Art-Künstler

### Hny
- Hnylyzkyj, Oleksandr (1961–2009), ukrainischer Maler